# Jiří Pospíšil (homme politique, 1975)
Pour les articles homonymes, voir Jiří Pospíšil et Pospíšil.
Jiří Pospíšil, né le 24 novembre 1975 à Chomutov, est un homme politique tchèque de centre droit.

## Biographie

### Formation et carrière
En 1999, il est diplômé en droit de l'université de Bohême occidentale, à Plzeň, où il obtient son doctorat en 2002. Le 29 septembre 2009, il est nommé, par intérim, doyen de la faculté de droit, un poste auquel il est officiellement élu deux mois plus tard. Il y renonce le 8 août 2010.

### Débuts en politique
Membre de l’Alliance civique démocratique (ODA) à partir de 1994, il rejoint l'ODS quatre ans plus tard et est élu, en 2002, à la Chambre des députés.

### Deux fois ministre de la Justice
Le 4 septembre 2006, il est nommé ministre de la Justice et président du conseil législatif dans le premier gouvernement de Mirek Topolánek. Il doit renoncer à cette fonction dès le 9 janvier suivant, lors de la formation du second gouvernement Topolánek.
Il est contraint à la démission le 8 mai 2009, après le vote d'une motion de censure. À la suite du retour au pouvoir de l'ODS, le 13 juillet 2010, il redevient ministre de la Justice et président du conseil législatif, dans le gouvernement de Petr Nečas.

### Un renvoi politique
Remplacé, à la présidence du conseil, le 1er juillet 2011, il est limogé du gouvernement le 27 juin 2012, officiellement pour son refus d'appliquer le plan de rigueur budgétaire. Selon l'opposition et les spécialistes, il serait plutôt victime de sa propension à lutter efficacement contre la corruption, notamment par la nomination de magistrats intègres et reconnus.

### Député européen
Ayant quitté en 2014 l'ODS, il se rapproche de TOP 09, auquel il n'adhère pas. Placé en seconde position sur la liste du parti aux élections européennes des 23 et 24 mai, il est élu député au Parlement européen avec 77 724 voix de préférence, soit le meilleur résultat national. Il devance la tête de liste Luděk Niedermayer de plus de 40 000 suffrages.